# 神奈川社会保険事務局
神奈川社会保険事務局（かながわしゃかいほけんじむきょく）は、神奈川県横浜市中区にあった社会保険庁の地方支分部局で、神奈川県を管轄していた。

## 管内社会保険事務所等
- 鶴見社会保険事務所
- 港北社会保険事務所
- 神奈川社会保険事務局横浜中社会保険事務室（横浜中社会保険事務所）
- 横浜西社会保険事務所
- 横浜南社会保険事務所
- 川崎社会保険事務所
- 高津社会保険事務所
- 平塚社会保険事務所
- 厚木社会保険事務所
- 相模原社会保険事務所
- 小田原社会保険事務所（神奈川社会保険事務局小田原事務所）
- 横須賀社会保険事務所
- 藤沢社会保険事務所